# Aimé-Victor-François Guilbert
Aimé-Victor-François Guilbert (Cerisy-la-Forêt, 15 novembre 1812 – Gap, 16 agosto 1889) è stato un cardinale e arcivescovo cattolico francese.

## Biografia

### Infanzia e formazione
Aimé-Victor-François Guilbert nacque il 15 novembre 1812, nel comune francese di Cerisy-la-Forêt, nel territorio della diocesi di Coutances, da una povera famiglia di contadini.
Dopo aver studiato scienze umanistiche al Collège de Saint Lô, si laureò in filosofia presso il seminario minore di Coutances, ed in teologia presso il seminario maggiore di Coutances.

### Sacerdozio
Fu ordinato presbitero il 17 dicembre 1836 ed assunse l'incarico di professore di materie umanistiche e poi di retorica presso il seminario minore di Coutances. Nel 1840 fu poi trasferito come insegnante al seminario di Muneville-sur-Mer. Tra il 1849 e il 1850, fece parte della società missionaria diocesana. Nel 1851, divenne superiore del seminario minore di Mortain, e nel 1853, si trasferì di quello di Valognes, che aveva fondato egli stesso. Nel luglio del 1855 divenne curato della parrocchia di Valognes e vicario generale e nel novembre del 1862 divenne canonico onorario e arciprete della diocesi di Coutances. Fu designato per la sede di Gap dall'imperatore Napoleone III di Francia il 25 maggio 1867.

### Episcopato
Il 20 settembre 1867 venne eletto vescovo di Gap: ricevette la consacrazione episcopale il 10 novembre, nella chiesa di Saint-Malo, per mano di François-Agostino Delamare, arcivescovo di Auch, assistito da Jean-Pierre Bravard, vescovo di Coutances, e da Flavien Hugonin, vescovo di Bayeux. L'8 settembre 1879 venne nominato per la diocesi di Amiens dal presidente francese Jules Grévy, dove si trasferì il 22 settembre dello stesso anno. Il vescovo fu infine promosso all'episcopato nell'arcidiocesi di Bordeaux il 26 giugno 1883. Il 9 agosto dell'anno medesimo avvenne il trasferimento e, nello stesso giorno, ricevette il pallio.

### Cardinalato e morte
Venne creato cardinale nel concistoro del 24 maggio 1889, da Papa Leone XIII. Il Papa gli consegnò la berretta rossa con un breve apostolico, e gli fu imposta dal presidente Marie François Sadi Carnot.
Il cardinale non fece però in tempo per recarsi a Roma a ricevere il titolo per via della sua morte improvvisa avvenuta il 16 agosto 1889 a Gap all'età di 76 anni. Il suo corpo venne esposto e poi sepolto nella cattedrale metropolitana di Bordeaux.

## Genealogia episcopale e successione apostolica
La genealogia episcopale è:
- Cardinale Guillaume d'Estouteville, O.S.B.Clun.
- Papa Sisto IV
- Papa Giulio II
- Cardinale Raffaele Sansone Riario
- Papa Leone X
- Papa Paolo III
- Cardinale Francesco Pisani
- Cardinale Alfonso Gesualdo
- Papa Clemente VIII
- Cardinale Pietro Aldobrandini
- Vescovo Laudivio Zacchia
- Cardinale Antonio Barberini, O.F.M.Cap.
- Arcivescovo Nicolò Guidi di Bagno
- Arcivescovo François de Harlay de Champvallon
- Arcivescovo Louis-Antoine de Noailles
- Vescovo Jean-François Salgues de Valderies de Lescure
- Arcivescovo Louis-Jacques Chapt de Rastignac
- Arcivescovo Christophe de Beaumont du Repaire
- Cardinale César-Guillaume de la Luzerne
- Arcivescovo Gabriel Cortois de Pressigny
- Arcivescovo Hyacinthe-Louis de Quélen
- Cardinale Thomas-Marie-Joseph Gousset
- Arcivescovo François-Augustin Delamare
- Cardinale Aimé-Victor-François Guilbert

La successione apostolica è:
- Arcivescovo Fédéric-Henri Oury (1885)
- Vescovo Prosper-Amable Berthet (1889)